# J.B.ハロルドシリーズ
『J.B.ハロルドシリーズ』（ジェイ・ビー・ハロルドシリーズ）は、リバーヒルソフト及びアルティより発売されているゲームソフトのシリーズ。
架空の警察官・J.B.ハロルドを主人公としたアドベンチャーゲームで、実写さながらのリアルなイラストと、事件の背後にある人間関係を綿密に描いた重厚なシナリオを特徴とする。
1980年代から1990年代にかけてPC-9801などのパソコン用タイトルとして発売され、人気を博しシリーズ化された。後にPCエンジンやファミリーコンピュータなどの家庭用ゲーム機にも移植された。
リバーヒルソフトの破産後はアルティが版権を有し、携帯電話アプリやニンテンドーDSなどで新作が発売されたり、リバーヒルソフトによって発売されたパソコン向けタイトルが復刻されている。

## 歴史
殺人倶楽部（マーダークラブ）
第1作。1986年（昭和61年）8月発売。対応機種はPC-88、PC-98、FM-7、MZ-2500、X1。1988年（昭和63年）にはMSX2に、1989年には「マーダークラブDX」としてFM-TOWNS、X68000に、同年6月30日にはファミリーコンピュータ（移植担当はセタ）に、1990年（平成2年）11月23日にはPCエンジン CD-ROM²に、2008年2月21日にはニンテンドーDS、2010年にはiOS、2017年にはAndroid、Nintendo Switchに移植されている。また、PC-88版、PC-98版、X68000版はプロジェクトEGGで復刻版が配信され、PC-88版は2024年10月24日にNintendo SwitchのEGGコンソールでも配信がされた。
アメリカの片田舎・リバティタウンの郊外にあるハウリントンカレッジの通用門近くの駐車場で、ロビンズ商会社長のビル・ロビンズが刺殺死体となって発見された。リバティタウンで刑事を務めるJ.B.ハロルドは、わずかな手がかりを証拠に、ロビンズ殺人事件の真相へと迫る。
マンハッタン・レクイエム
第2作。1987年7月発売。7800円。対応機種はPC-88、PC-98、FM-7、X1、X68000。1988年にはMSX2に、1993年にはLD-ROM²に、2008年11月27日にはニンテンドーDSに移植されており、2010年にはiOS、2017年にはAndroid、Nintendo Switchに移植されている。また、PC-98版、X1版、X68000版はプロジェクトEGGで復刻版が配信され、PC-88版は2025年7月31日にNintendo SwitchのEGGコンソールでも配信がされた。
なおLD-ROM²版には実写映像が使われ、舞台はニューヨーク・マンハッタン。その中の映像には倒壊前のワールドトレードセンターが映っている。最初は行動範囲が狭いが、数々の証言を得ていくと徐々に行動範囲が広くなる。
| ストーリー |
| --- |
| ある日J.B.ハロルドの元に、前作「殺人俱楽部」の事件で重要な証言をしてくれた女性で、現在はニューヨークに住んでいるサラ・シールズから、手紙と一枚のカードが届いた。その数日後、J.B.は刑事としてのかつての先輩にして相棒で、現在はマンハッタンで保険調査員をしているジャド・グレゴリーから衝撃の事実を聞くこととなる。それは、サラが死んだという一報だった。 ジャドによると、サラは自宅のアパートから「翔ぶようにして落ちた」とのことで、既に地元警察はサラの死は自殺と結論付けて捜査を打ち切ったという。サラの死について疑念を抱いたJ.B.は一人マンハッタンへと飛び、ジャドの協力を得てサラの死の謎に挑むこととなる。そして、J.B.はサラの自殺を調査するうちに同じ「サラ・シールズ」という名前を持つ2人目の女性が自分の部屋から飛び降りたことを知り、連続殺人事件へと巻き込まれることとなる。 |

キス・オブ・マーダー
作品としては第3作目に当たるが、番外編という位置付けになっている。これは、マンハッタン・レクイエムのグラフィックデータを流用し、シナリオを差し替えたことから、2作目の登場人物が本作では別の配役で登場する一種のスター・システムとなっているため。
1987年発売。対応機種はPC-88、PC-98、X68000。プレイにはマンハッタン・レクイエムのディスクが必要で価格は5800円に抑えられた。1988年（昭和63年）には「殺意の接吻」という名でMSX2に、2008年には「マンハッタン・レクイエム」とセットでニンテンドーDSに移植され、2018年にはNintendo Switchに移植されている。また、PC-88版、X68000版はプロジェクトEGGで復刻版が配信されている。
12月30日、グリニッジビレッジ西10丁目において、「サラ・シールズ」という一人の若い女性が殺害された。彼女は多額の保険金をかけられた巨大なサファイアを何者かから預かっていたが、そのサファイアは彼女の死と共にその姿を消してしまった。元刑事で現在はマンハッタンで保険調査員をしているジャドは、古巣のリバティタウン署殺人課のJ.B.に連絡を取り、捜査協力を依頼した。
D.C. コネクション
第3作。1989年発売。対応機種はPC-88、PC-98、MSX2（漢字ROM必須）。全機種プロジェクトEGGで復刻版が配信されている。
上司の殺害事件を捜査するためにJ.B.は、10年ぶりにワシントンD.C.を訪れる。
ブルー・シカゴ・ブルース
第4作。1994年12月20日、LD-ROM²で発売。1995年4月15日にはメガLD、9月22日にはセガサターン、11月22日には3DOとPlayStation、1996年3月22日にはPC-FX、2001年にはWindowsに移植されている。本作を最後にシリーズは中断し、携帯電話アプリとしての再開後はすべて本作より過去の事件になっているため、2009年（平成21年）現在のところシリーズ最終作になっている。
同僚の女刑事がシカゴで殺人後に自殺し、その真相を突き止めるためJ.B.は奔走する。ゲームの特徴の一つは時間の概念があること。聞き込みや場所の移動など、J.B.が何らかの行動を起こすと時間は経過していく。捜査ができる時間は朝8時から、夜11時半まで。ゲーム開始から4日以内に犯人を見つけ出さないとゲームオーバーとなる。
シアトル・パープル・ヘイズ
第5作。2006年に携帯電話アプリとして11年ぶりの新作として配信。時系列的には「マンハッタン・レクイエム」と「D.C.コネクション」の間に位置する事件。
サンフランシスコ・ブラック・ベル
第6作。2006年配信。時系列的には「D.C.コネクション」後の事件。
孤立する死者 -BOSTON SOLITARY CORPSE-
第7作。2007年配信。時系列的には「サンフランシスコ・ブラック・ベル」後の事件。
この他、それぞれの事件の脇役を主役にした前日談が携帯電話アプリ小説の形で配信されている。